# Campus Fernando May
El Campus Fernando May, también conocido como Campus El Mono, es uno de los tres campus universitarios dependientes de la Universidad del Bío-Bío junto al Campus Concepción y el Campus La Castilla. Está ubicado en la zona nororiente de la ciudad de Chillán y en su interior se albergan la Facultad de Ciencias de la Salud y de los Alimentos, Facultad de Ciencias Empresariales, los laboratorios Centrales de Computación y de Procesos de Alimentos, Escuela de Psicología, Escuela de Diseño Gráfico, Escuela de Medicina, Bibliotecas Fernando May y Marta Colvin, Museo Marta Colvin, Casa Central, gimnasios, estadio y museo.

## Historia
Antiguamente, los terrenos que hoy ocupa el campus fueron parte del fundo El Mono de Fernando May Didier y la escultora Marta Colvin. El hijo de ambos, Fernando May Colvin, donó al Instituto Profesional de Chillán en 1973. En 1988, el instituto es fusionado con la Universidad del Bío-Bío.
El 15 de julio de 2011 fue inaugurado el Museo Marta Colvin. A partir del 27 de febrero de 2012 la Facultad de Ciencias Empresariales fue trasladada desde el Campus La Castilla a este recinto.
Durante la Pandemia de COVID-19 en Chile, el recinto funcionó como punto de vacunación, cuyo único inconveniente fue en abril de 2021, cuando se informó del robo de cinco vacunas Pfizer al interior del recinto, siendo el segundo caso a nivel nacional.

## Galería

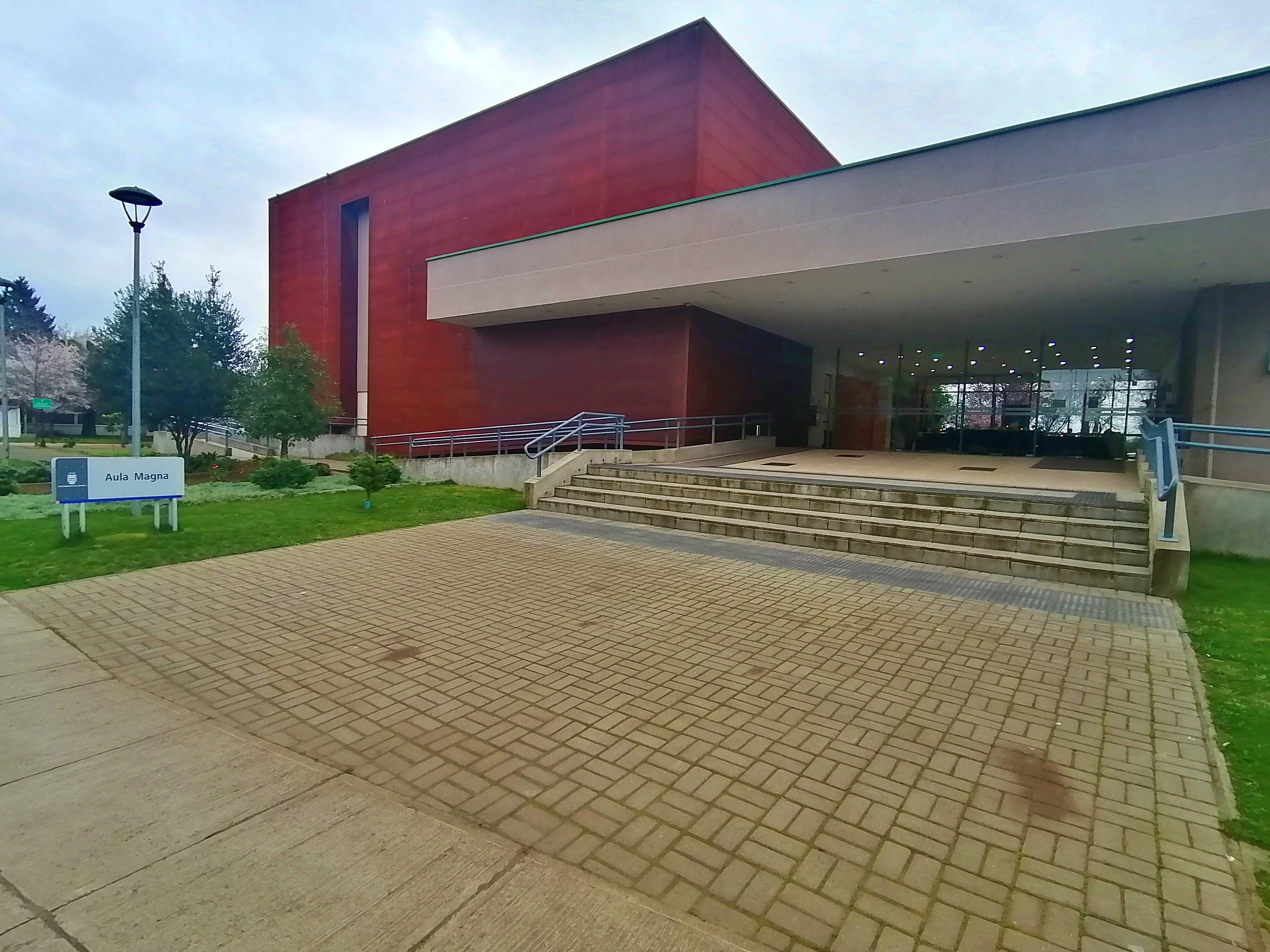
Aula Magna
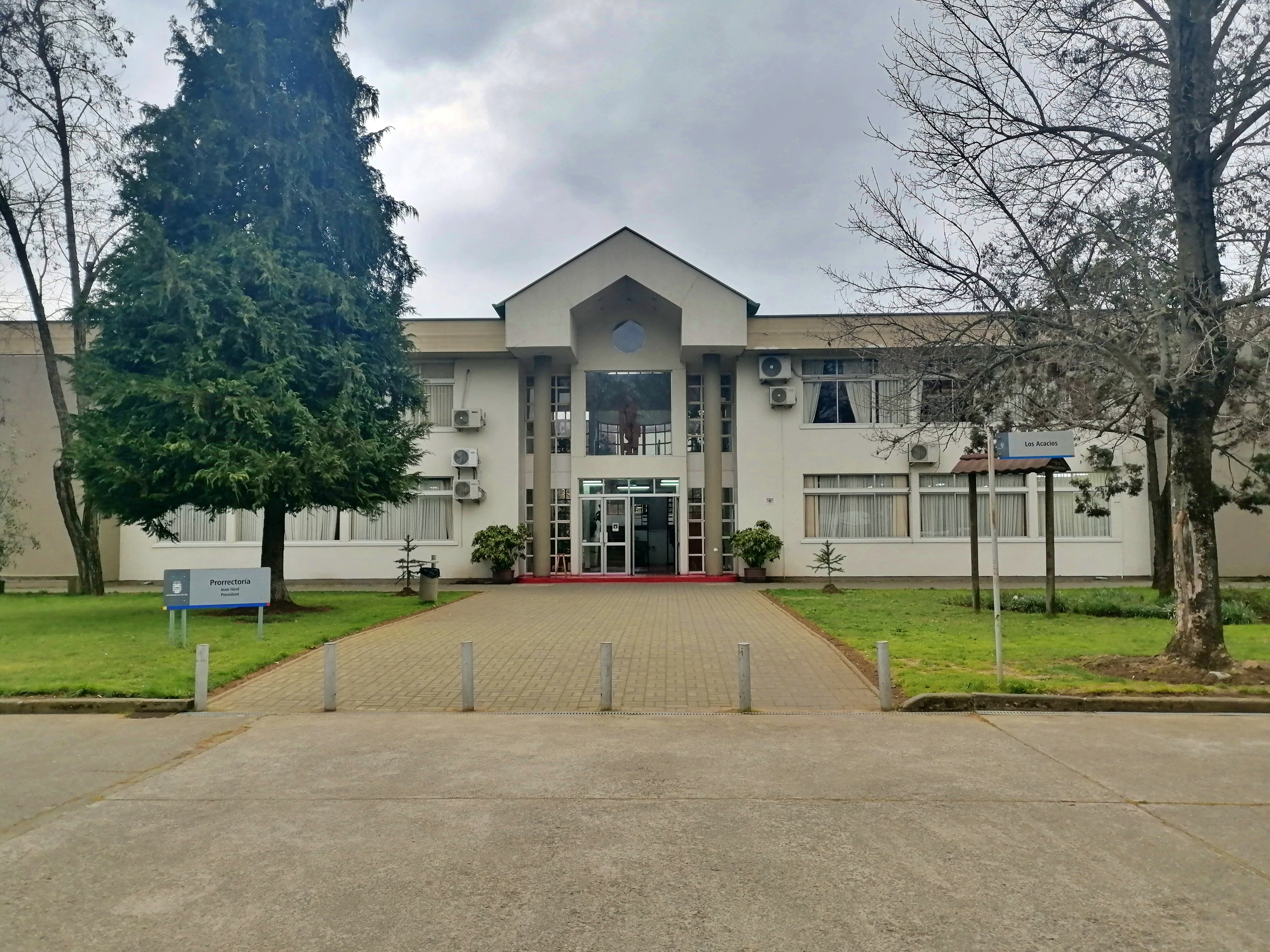
Casa Central
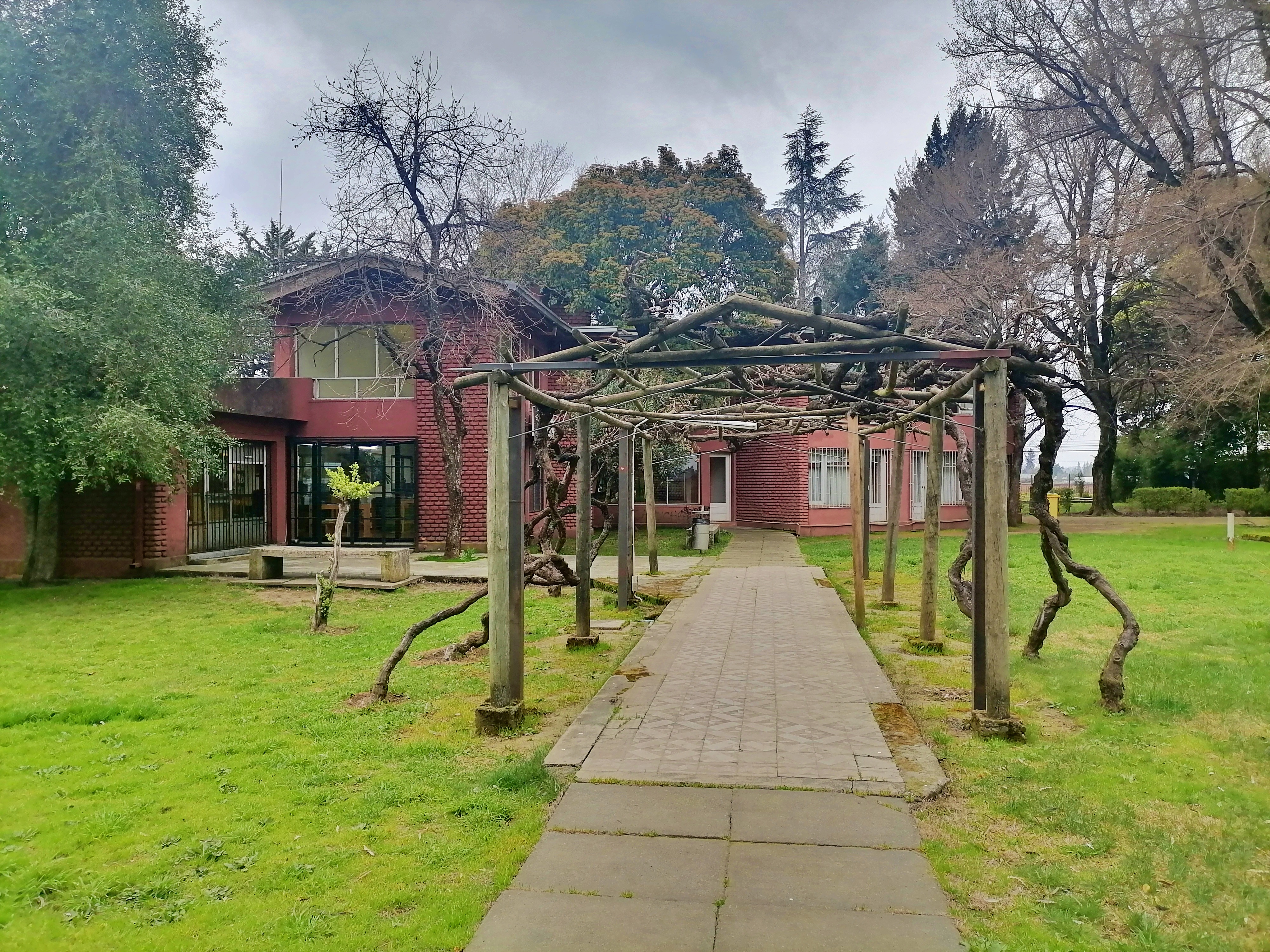
Biblioteca. Antigua casa de Marta Colvin
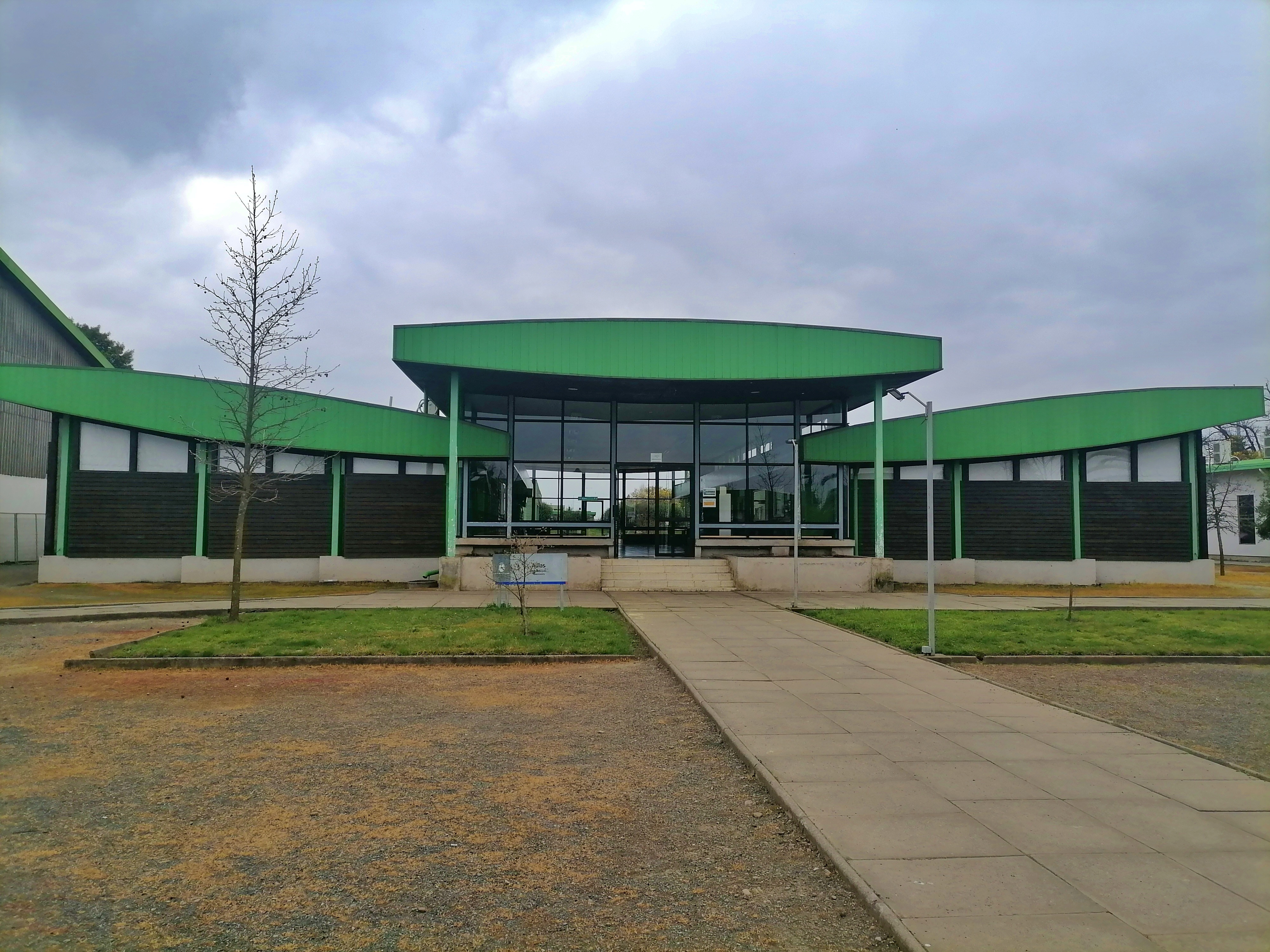
Aulas
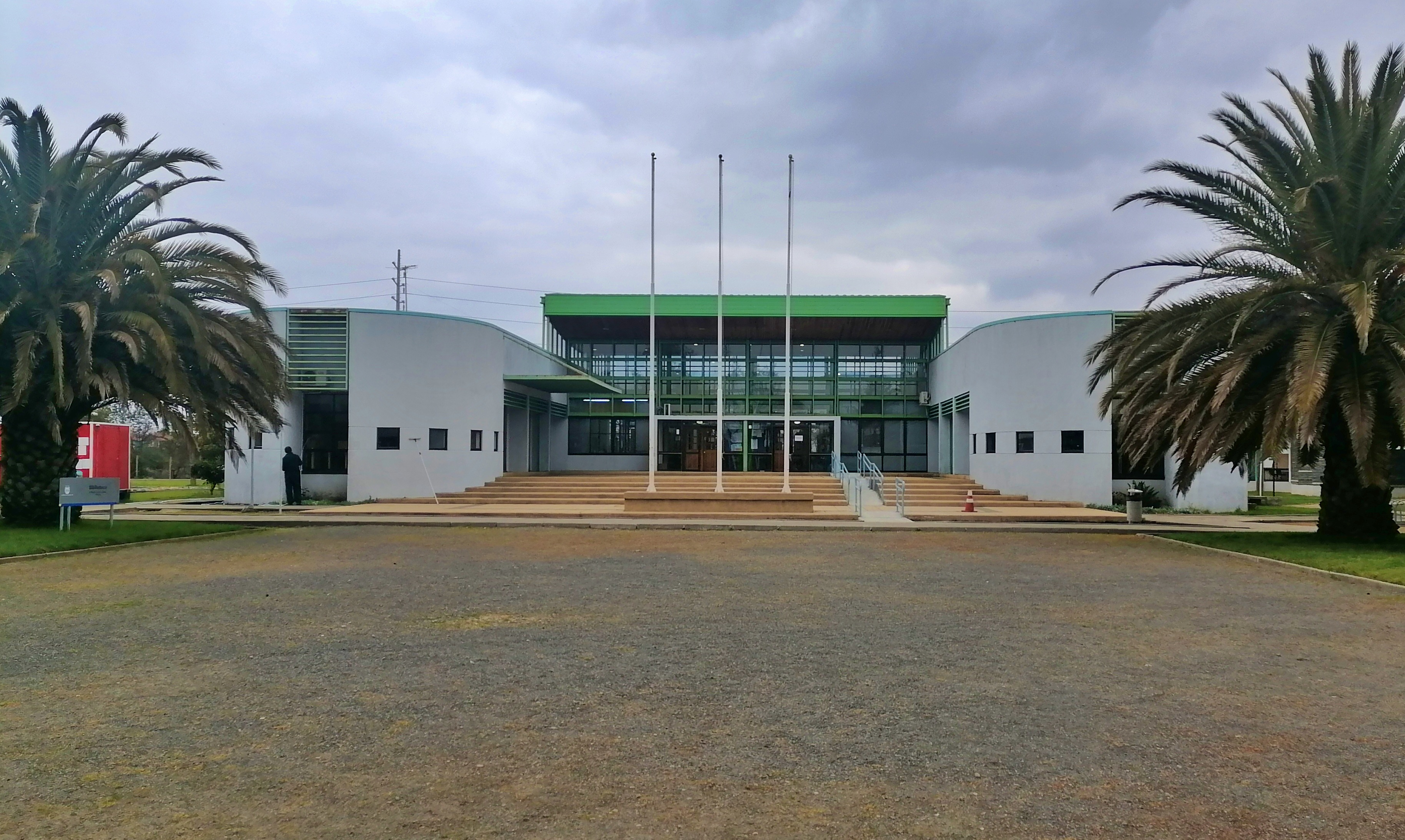
Biblioteca Fernando May
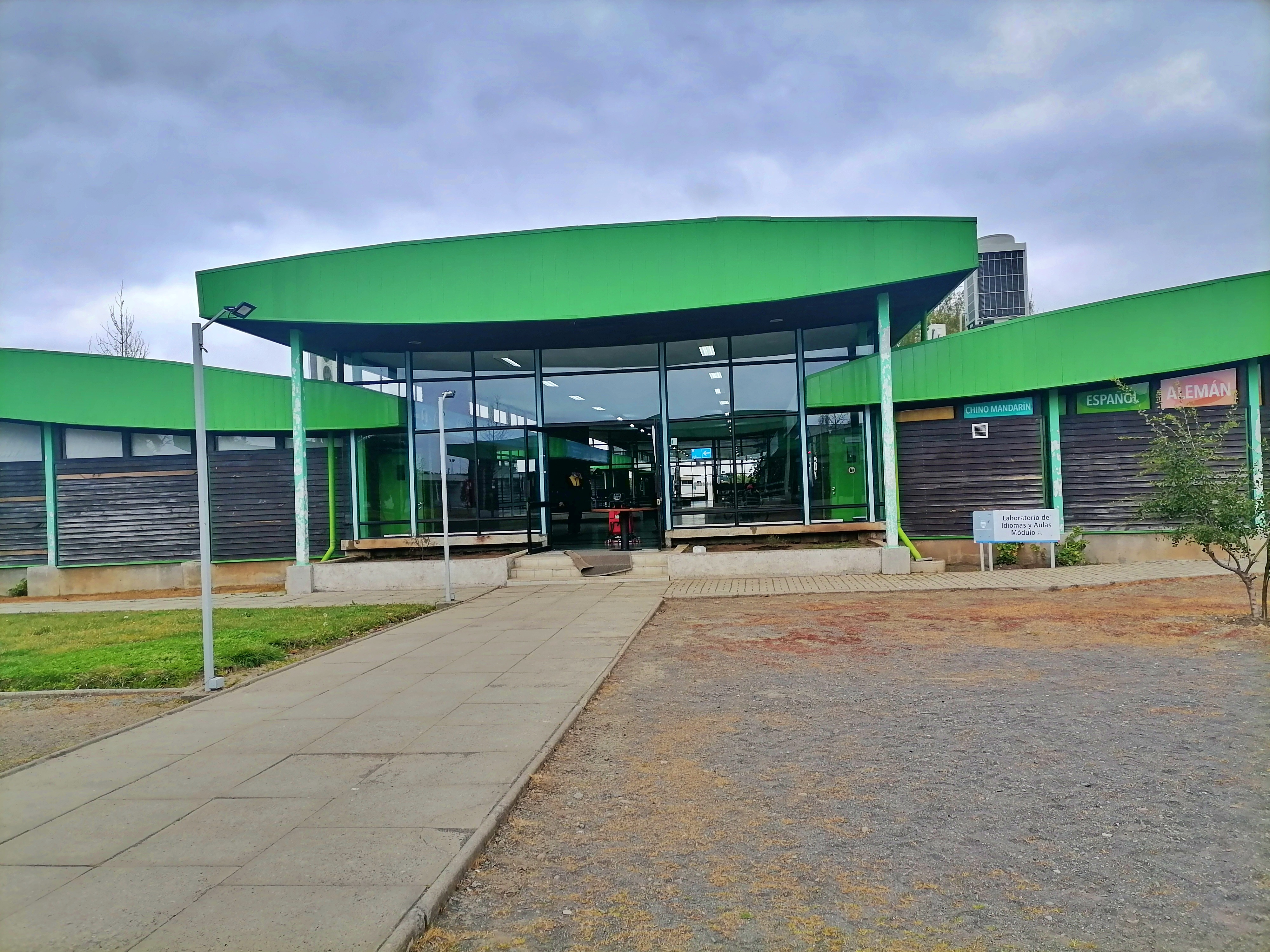
Laboratorio de Idiomas
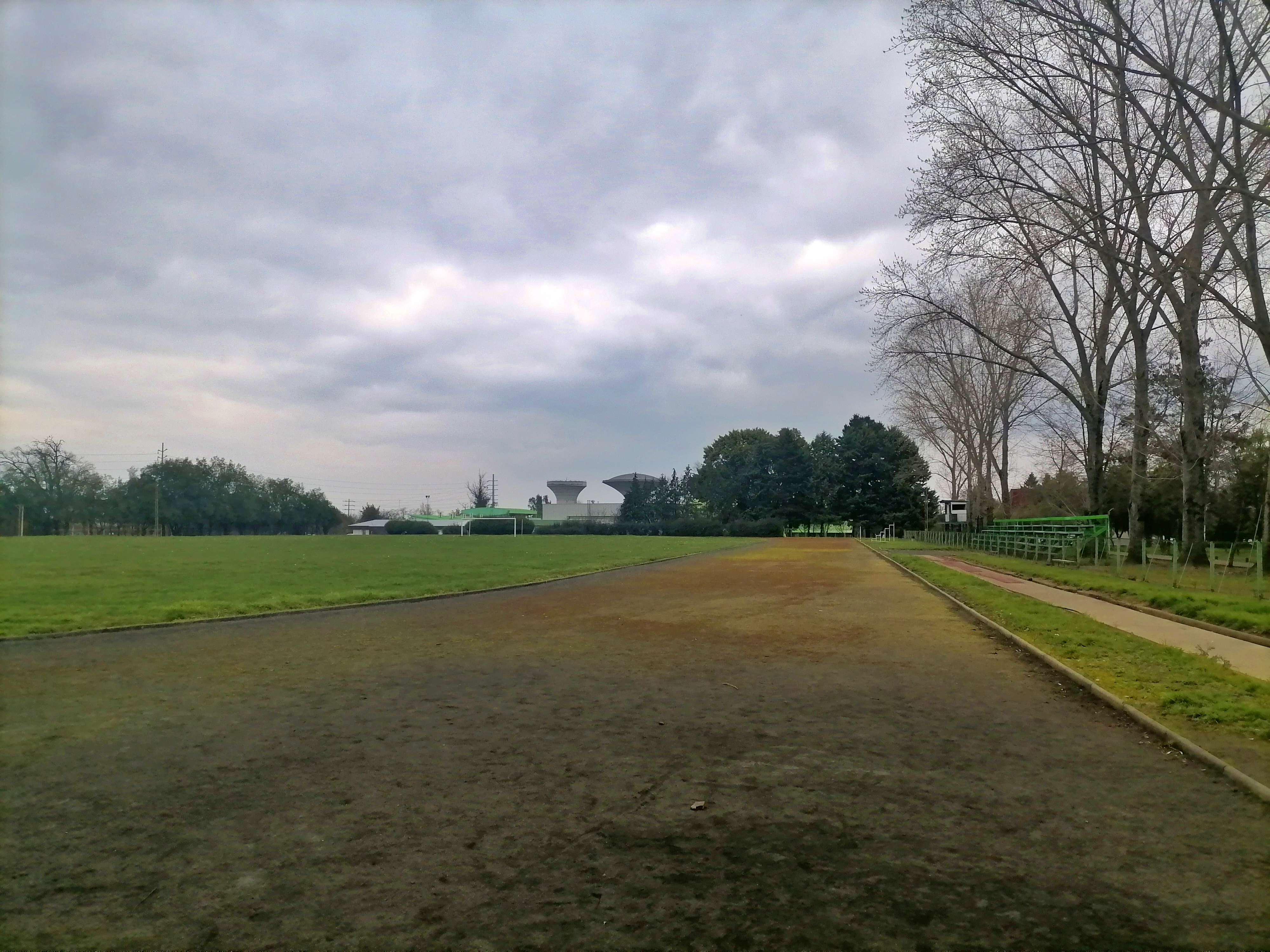
Estadio
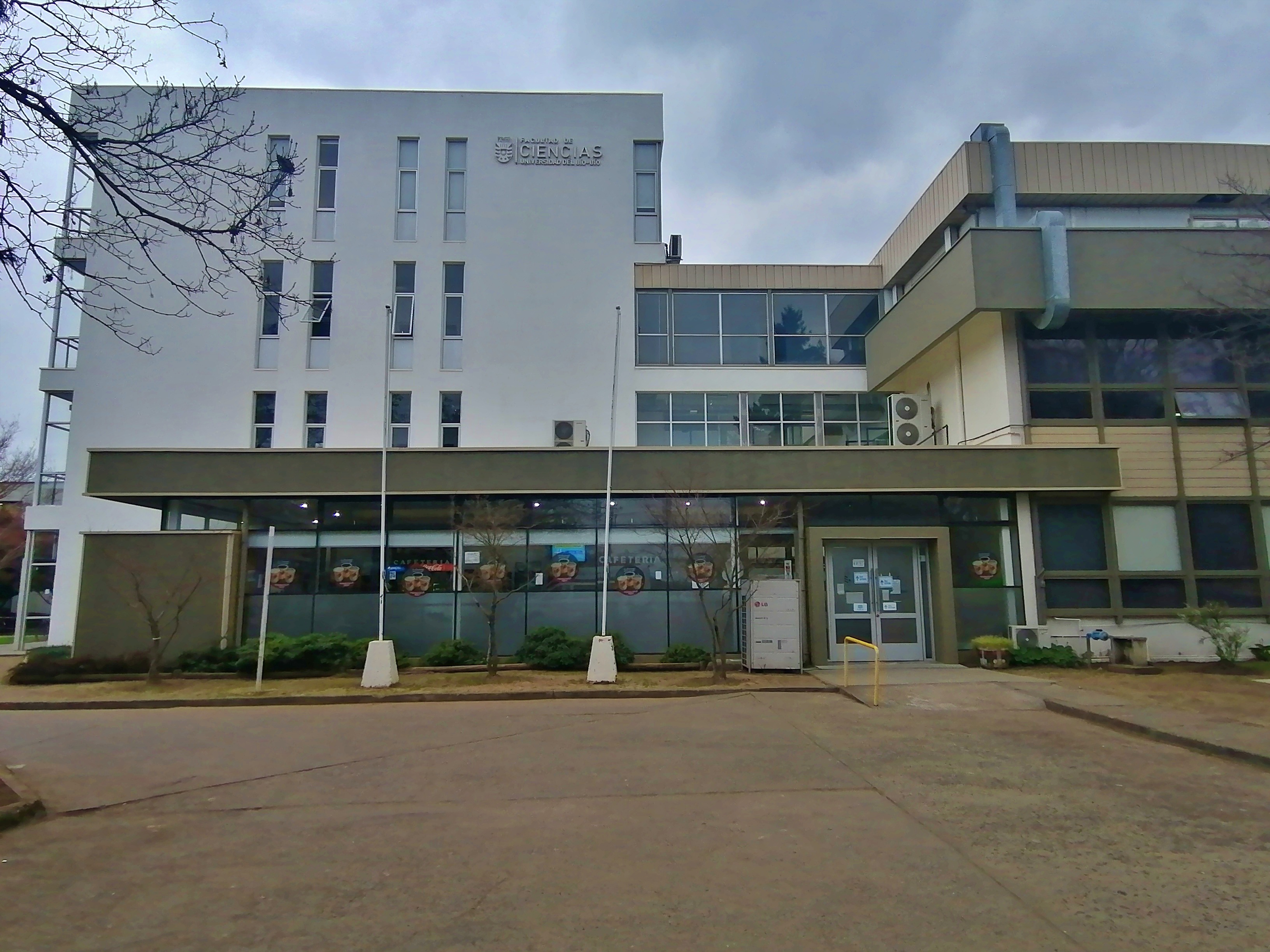
Facultad de Ciencias
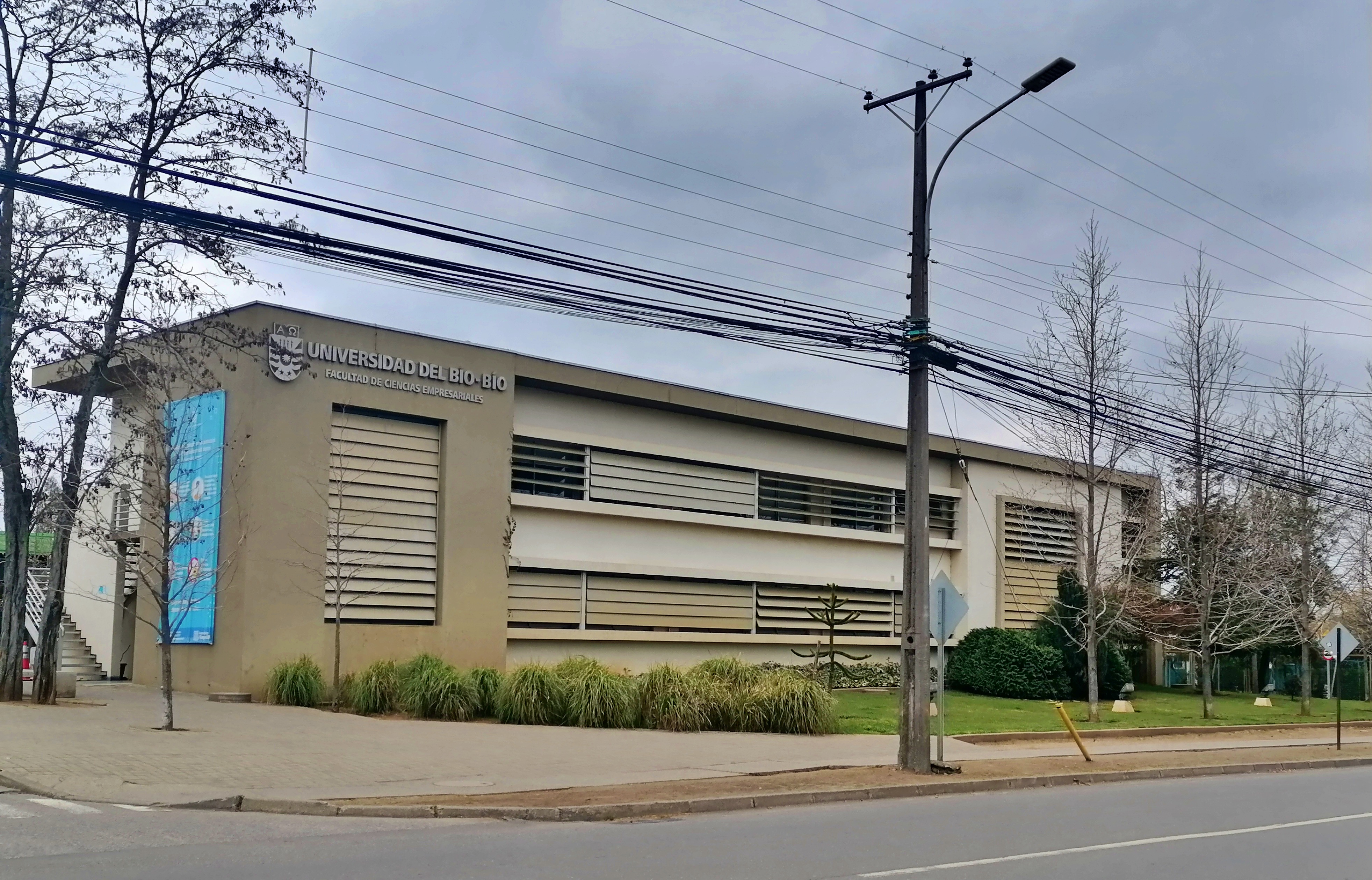
Facultad de Ciencias Empresariales
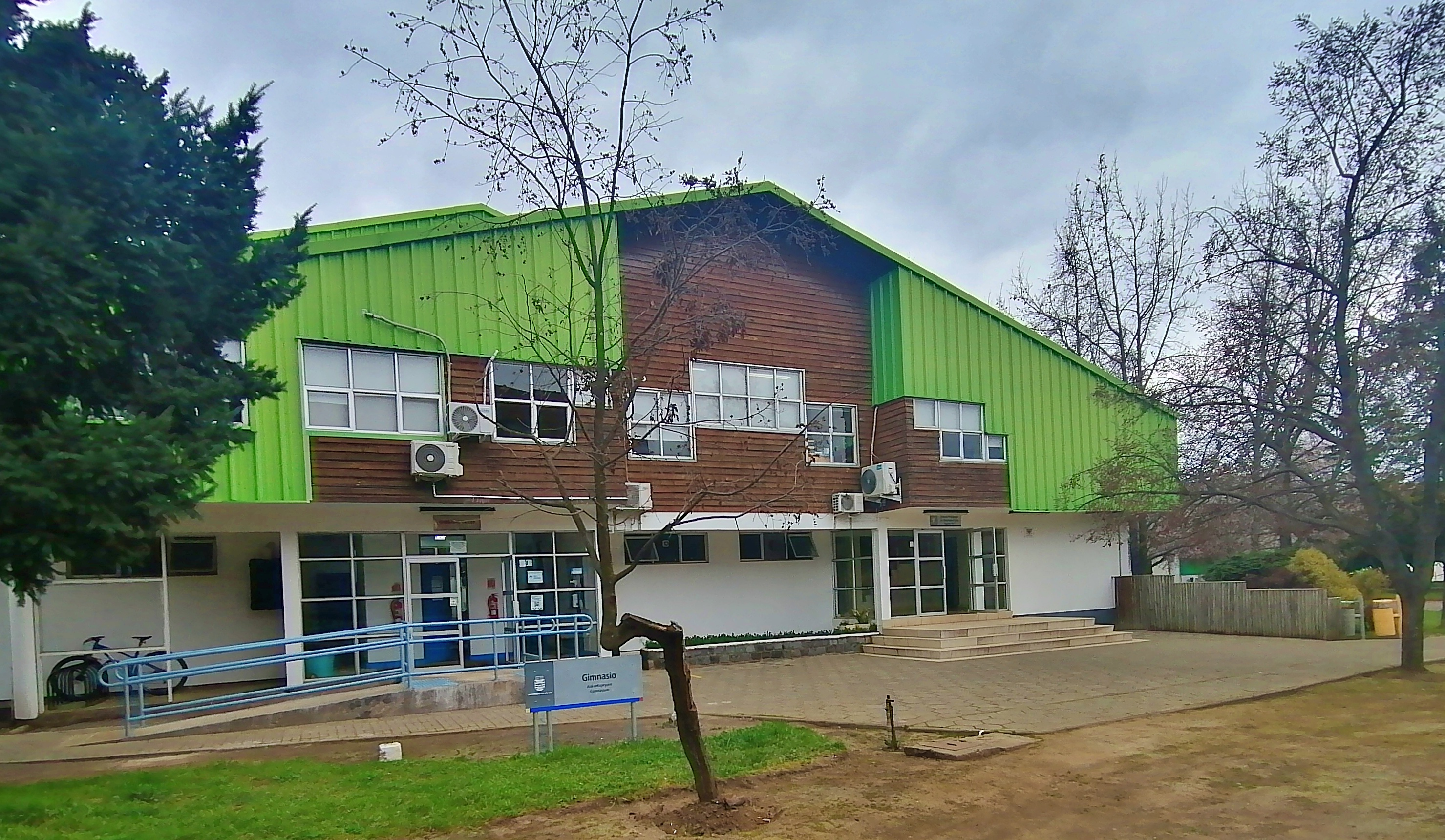
Gimnasio
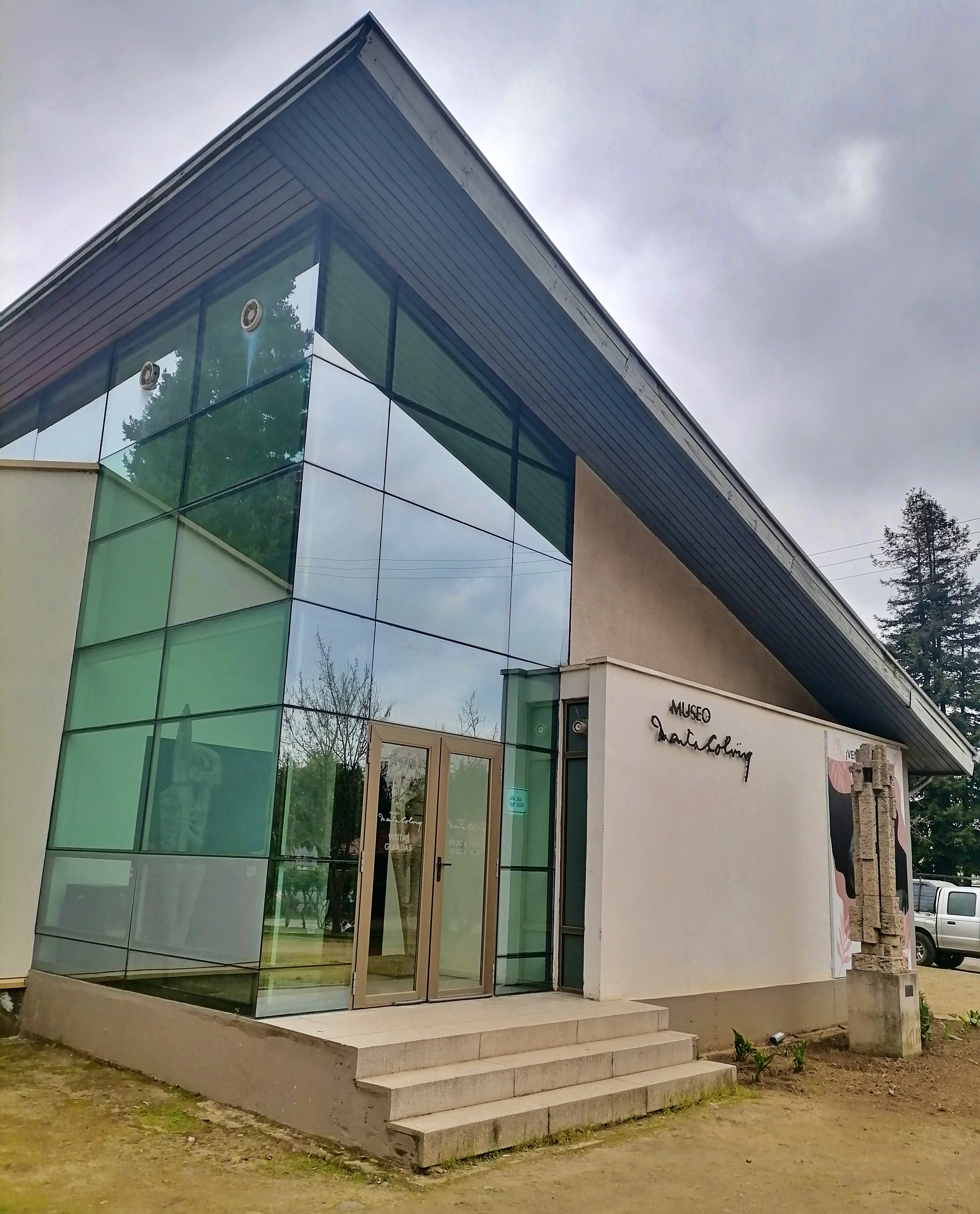
Museo Marta Colvin